# Peix dragó negre
El peix dragó negre (Idiacanthus antrostomus) és una espècie de peix de la família dels estòmids i de l'ordre dels estomiformes.

## Morfologia
- Els mascles poden assolir 7,6 cm de longitud total.[3][4]
- Presenta dimorfisme sexual.[5]

## Reproducció
És ovípar amb larves i ous planctònics.

## Alimentació
Menja principalment peixets i crustacis.

## Hàbitat
És un peix marí i d'aigües profundes que viu fins als 1.103 m de fondària.

## Distribució geogràfica
Es troba al Pacífic oriental.